# باشگاه فوتبال زنان اس‌تی هلن
باشگاه فوتبال زنان اس‌تی هلن (به انگلیسی: St Helen's Ladies F.C.) یک تیم فوتبال زنان است. در سال ۱۹۲۰، در بازی این تیم و باشگاه فوتبال زنان دیک کر که باشگاه فوتبال زنان اس‌تی هلن ۰–۴ شکست‌خورد، بیشترین تعداد تماشاگر فوتبال بانوان تاکنون به ورزشگاه آمدند. تعداد این تماشاگران ۵۳٬۰۰۰ نفر بود.